# Emma Mages
Emma Mages ist eine deutsche Historikerin und Heimatforscherin.

## Leben
Mages studierte in den 1970er Jahren in Regensburg Geschichte und Anglistik. Ihr Spezialgebiet ist die bayerische Landesgeschichte. Durch ihre Mitarbeit am Handbuch der bayerischen Ämter, Gemeinden und Gerichte wurde ihr Interesse auf die Rechtsgeschichte und die Verfassungsgeschichte gelenkt.
Mages promovierte in den 1980er Jahren mit einer Arbeit über die Bayerische Ostbahn. Ihre Dissertation erschien 1984 unter dem Titel Eisenbahnbau, Siedlung, Wirtschaft und Gesellschaft in der südlichen Oberpfalz (1850–1920). Sie arbeitet am Historischen Lexikon Bayerns mit und schrieb 5 Bände in der Reihe Historischer Atlas von Bayern über die Pflegämter und Pfleggerichte Waldmünchen, Oberviechtach, Kelheim, Abensberg und Riedenburg. Mages ist Mitglied des Ausschusses des Historischen Vereins für Oberpfalz und Regensburg und gehört zu den Autoren dieses Vereins.

## Veröffentlichungen (Auswahl)
- Riedenburg. Das Pfleggericht Riedenburg, Altmannstein und Dietfurt. Historischer Atlas von Bayern, Teil Altbayern, Reihe 1, Heft 68, Kallmünz: Verlag Michael Lassleben, 2021, ISBN 978-3-7696-6563-5.
- Abensberg. Historischer Atlas von Bayern, Teil Altbayern, Reihe 1, Heft 67, Kallmünz: Verlag Michael Lassleben, 2015, ISBN 978-3-7696-6560-4.
- Kelheim: Pfleggericht und Kastenvogtgericht. Historischer Atlas von Bayern, Teil Altbayern, Reihe 1, Heft 64, Kallmünz: Verlag Michael Lassleben, 2010, ISBN 978-3-7696-6858-2.
- Eisenbahn in Bayern. In: Haus der bayerischen Geschichte, Eisenbahn in Bayern 1835–2010, 2010, Edition Bayern, Sonderheft 1, S. 54–93.
- Gemeindeverfassung (19./20. Jahrhundert), publiziert am 11. Mai 2006. In: Historisches Lexikon Bayerns online.
- Miesbacher Anzeiger publiziert am 11. Mai 2006. In: Historisches Lexikon Bayerns online.
- Oberviechtach in der Reihe Historischer Atlas von Bayern. Hrsg.: Kommission für Bayerische Landesgeschichte bei der Bayerischen Akademie der Wissenschaften. Teil Altbayern, Heft 61. München 1996, ISBN 3-7696-9693-X (Digitalisat).
- Waldmünchen: Die Pflegämter Waldmünchen und Rötz. Historischer Atlas von Bayern, Teil Altbayern, Reihe 1, Heft 56, Kallmünz: Verlag Michael Lassleben, 1991, ISBN 978-3-7696-9917-3.
- Eisenbahnbau, Siedlung, Wirtschaft und Gesellschaft in der südlichen Oberpfalz (1850–1920). Kallmünz: Verlag Michael Lassleben, 1984, ISBN 3-7847-4010-3.